# 木村英俊 (函館市長)
木村 英俊（きむら ひでとし、1872年10月17日（明治5年9月15日） - 1940年（昭和15年）10月1日）は、日本の検察官、宮内・台湾総督府官僚。高雄州知事、官選函館市長。

## 経歴
福島県出身。木村宗順の長男として生まれる。1899年7月10日、東京帝国大学法科大学を卒業。同年7月29日、司法官試補となり検事代理として神戸区裁判所詰を命ぜられた。
以後、神戸地方裁判所検事、大阪地方裁判所検事、徳島地方裁判所検事を歴任。1914年7月、宮内省に転じ同事務官に就任。以後、調度寮勤務、大礼準備委員、大礼使事務官、調度部勤務、大礼記録編纂委員会委員、久邇宮附、帝室林野管理局事務官などを務めた。
1923年6月、台湾総督府に転じ参事官に就任し、同年8月13日、同府税関長に任じられた。1924年12月25日、高雄州知事に就任したが、三日後の同月28日に知事を辞任した。
1929年1月18日、函館市長に就任するが、函館高等水産学校の設置に際し独断で寄付金を出すことを決めたため市議会の紛糾を招き、同年8月7日に萎縮腎で激務に耐えられないとの理由で市長を辞任した。任期が短い中、函館港修築事業に着手している。